# Scott Baio
Scott Vincent James Baio (Bay Ridge, 22 de septiembre de 1960) es un actor y director de televisión estadounidense. Es conocido por su papel de Chachi Arcola en el sitcom Días felices (1977-1984) y en su spin-off Joanie Loves Chachi (1982-1983), así como el personaje principal de la sitcom Charles in Charge (1984-1990), el Dr. Jack Stewart en la serie de drama y misterio médico Diagnóstico Asesinato (1993-1995), y como el héroe titular del musical Bugsy Malone, nieto de Al Capone (1976), su debut en pantalla. 
Baio ha aparecido en programas de televisión como estrella invitada, en varias películas independentes, y protagonizó el sitcom de Nickelodeon See Dad Run (2012–2015).

## Primeros años
Baio nació en el vecindario de Bensonhurst en el distrito de Brooklyn, Nueva York, hijo de inmigrantes italianos de Castellammare del Golfo, Sicilia, Italia; Rose, una ama de casa, y Mario Baio, quien trabajó como su mánager. Se graduó en el Xaverian High School.

## Carrera
En 1976, Baio interpretó al personaje de Bugsy Malone en el musical gánster para niños dirigido por Alan Parker, en el cual también era coprotagonista Jodie Foster. Baio y Foster trabajaron más tarde juntos de nuevo en el drama adolescenteFoxes (1980), dirigido por Adrian Lyne. Cuando tenía 16 años, Baio interpretó al primo de Fonz, Chachi Arcola en Días felices. Durante su tiempo en Días felices, Baio obtuvo dos nominaciones al Premio Emmy, por sus interpretaciones en las películas para televisión Stoned (1981) y All the Kids Do It (1985). Ganó dos Premios Young Artist durante el Tercer Premio Anual Juventud en el Cine (1980–1981) como Mejor Actor Joven en un Especial de Televisión por Stoned y Mejor Cómico Joven en Televisión o Película porDías felices. También protagonizó en los especiales de drama juvenil hechos para televisión The Boy Who Drank Too Much con Lance Kerwin y Senior Trip con Mickey Rooney.
En 1982, Baio estuvo en un spin-off de Días felices titulado Joanie Loves Chachi con Erin Moran, el cual solamente duró diecisiete episodios. Ese mismo año, apareció junto a otro popular actor adolescente, Willie Aames de la serie de ABC Eight is enough, en la película de 1982 Zapped!, junto con Heather Thomas y Felice Schachter, y grabó un álbum para RCA (también grabó un segundo álbum, The Boys Are Out Tonight, al año siguiente). Uno de los sencillos que lanzó se tituló "How Do You Talk To Girls." Durante este mismo período, también protagonizó el especial de HBO de Gemini, una adaptación de la tragicomedia de Broadway Happy Birthday, Gemini por el galardonado guionista Alberto Innauranto. Desde 1979 hasta 1984, Baio hizo siete apariciones en Battle of the Network Stars; seis como competidor para el equipo ABC (una vez como capitán del equipo) y una como copresentado con Howard Cosell. Desde 1984 hasta 1990, Baio protagonizó la serie cómica Charles in Charge. En 1985, fue parte del elenco de Alicia en el país de las maravillas, donde interpretó a Pat el Cerdo. Desde 1987 hasta 1991, fue director de la serie de comedia infantil De otro mundo.  
Durante los años 90, Baio apareció en varios programas de televisión, incluyendo el spin-off de corta duración en la pequeña pantalla deLook Who's Talking,  Baby Talk. En 1991, se unió a Diana Muldaur y Ally Walker en la película de la NBC Perry Mason and the Case of the Fatal Fashion, como un joven abogado. Entre 1993 y 1995, interpretó al Dr. Jack Stewart en la serie de misterio médico Diagnóstico Asesinato protagonizado por Dick Van Dyke. Baio fue una estrella invitada en muchas series, incluyendo Padres forzosos, Tocados por un ángel, Veronica's Closet y La niñera. También estuvo en gran número de series de televisión y anuncios. Protagonizó varias películas para televisión y lanzamientos directos a vídeo como Detonator, Bar-Hopping, Dumb Luck, Face Value y Danielle Steel's Mixed Blessings.  
Las otras películas de Baio incluyen las películas independientes Very Mean Men (2000), Face to Face (2001) y The Bread, My Sweet (2001). Very Mean Men era una comedia dirigida por Tony Vitale sobre una guerra mafiosa entre dos familias. Baio trabajó como coproductor con su hermano mayor Steven en la película, e incluso interpretó el papel crucial del impetuoso vástago del crimen Paulie Minnetti, que inconscientemente instiga la disputa criminal.
Face to Face (renombrada Italian Ties) era un drama cómico dirigido por Ellie Kanner sobre tres hombres jóvenes (Scott Baio como Richie, Thomas Calabro como Philly, y Carlo Imperato como Al) que secuestraban a sus padres emocionalmente distantes durante un fin de semana para logar una vinculación genuina. Baio coescribió el guion con Jeffrey L. Gurian. La película ganó el Premio de la Audiencia por la Mejor Comedia en el Festival de Cine de Marco Island, el Silver Screen Accolade en el Festival de Cine de Reno, y el Premio al Mejor Largometraje 10 Grados Más Calientes durante el Festival de Cine de The Valley.
The Bread, My Sweet (retitulado A Wedding for Bella) era una película romántica dirigida por Melissa Martin y producida por Adrienne Wehr. Baio interpretó a Dominic Pyzola, un asaltante corporativo durante el día, y un repostero de noche. Ganó tres premios por Mejor Actor Protagonista en el Festival de Cine de Atlantic City, el Festival de Cine Kansas City Halfway a Hollywood y el Festival de Cine de San Diego. La película consiguió los mejores galardones en Santa Mónica, Stony Brook, Marco Island, Houston World Festival, y el Festival de Cine de Iowa Hardacre.
En 2004, Baio participó en la producción del último largometraje de Bob Clark, Superbabies: Baby Geniuses 2 (2004). Aunque a la película le llovieron las críticas y nominada a cuatro Premios Razzie, Baio tuvo una experiencia altamente positiva haciendo la película. En el documental Clarkworld (2009), describió como se dio cuenta durante la producción de que Clark era el director/coguionista/coproductor de Historias de Navidad (1983). Al enterarse de esto, inmediatamente se acercó a Clark y le abrazó en silencio, para gran asombro de Clark.
En 2005, Baio apareció como sí mismo en la película de Wes Craven La maldición. Baio también estuvo en la serie cómica ganadora del Premio Emmy Arrested Development como Bob Loblaw (pronunciado como "Bla-bla-bla", una broma recurrente), el serio pero demasiado pagado abogado de la atolondrada familia Bluth. Asumió el papel del consejero legal del clan de la antigua coestrella de Días felices Henry Winkler en cuatro episodios: "Forget Me Now", "Notapusy", "Mr. F" y "Making a Stand". La Sociedad de Críticos de Cine en Línea le nominó como Mejor Actor Invitado en una Serie Cómica.
En agosto de 2006, Baio fue formalmente invitado por la AIA Actors Studio para discutir sus experiencias profesionales en el cine y en la televisión. Él habló sobre su propia carrera interpretativa, además de sus recientes incursiones en el mundo de la escritura, la dirección y la producción. En 2007, Baio protagonizó la exitosa serie reality de VH1 Scott Baio Is 45...and Single y su sucesora al año siguiente, Scott Baio Is 46...and Pregnant. Baio también fue el copresentador del reality show de VH1Confessions of a Teen Idol, en el cual antiguos ídolos adolescentes intentaban hacer resucitar sus carreras.
Baio fue la estrella y productor de la comedia de situación de Nick at Nite See Dad Run, una serie sobre la vida de un ex-actor que ahora es un padre que se queda en casa. La serie se estrenó el 6 de octubre de 2012. El creador y productor de Días felices Garry Marshall fue una estrella invitada en un episodio de noviembre de 2013. Ese mismo mes, Baio apareció como invitado en la serie de televisión Sam & Cat (emitida en Nickelodeon, cadena hermana de Nick at Nite) como el agente de policía que arresta a las chicas.

## Vida personal
En 2001, Baio y su entonces novia, Jeanette Jonsson, se comprometieron, y en 2005 todavía estaban debatiendo contraer matrimonio.
En 2007, poco después del nacimiento de su hija, Baio se casó con Renée Sloan, de entonces 34 años, a quien había conocido en los años 90 en la Mansión Playboy.  Baio es padrastro de la hija de Renée, Kalyn, nacida en 1989. En julio de 2007, le dijo a Ted Casablanca, de E!: Entertainment Television, que ellos estaban esperando una niña para diciembre. Inicialmente esperaban gemelas, pero Renée perdió una de las niñas en la 11.ª semana de gestación. Su hija, Bailey, nació en 2007, cinco semanas prematura. Después de que la niña obtuviese un falso positivo en un raro desorden metabólico, la familia creó la Fundación Bailey Baio Angel para proporcionar apoyo financiero a otras familias que estuviesen sufriendo desórdenes del metabolismo. A Renée Baio se le diagnosticó un meningioma en junio de 2015.
Es primo del ex-actor Jimmy Baio, y primo segundo del miembro de la banda Vampire Weekend, Chris Baio.

### Opiniones políticas
Baio es republicano y ha descrito su ideología como conservadora. Hizo campaña para Ronald Reagan en su juventud y asistió al funeral de Estado de Reagan. En 2004, dijo al New York Daily News "El Presidente Reagan me hizo sentir orgulloso de ser un estadounidense. Hoy, siento tristeza."
Más recientemente, Baio avaló a los candidatos republicanos a la presidencia Mitt Romney en 2012 y Donald Trump en 2016. También en 2016, habló en la noche de apertura de la Convención Nacional Republicana.
En una entrevista con Ashley Webster, Baio describió al Presidente Barack Obama como un ser "ya sea tonto, musulmán, o un simpatizante con los musulmanes, y no creo que sea tonto".
El 15 de diciembre de 2016, Baio acusó a Nancy Mack, esposa de Chad Smith, batería de los Red Hot Chili Peppers, de atacarle físicamente en la función de sus hijos en el colegio de educación elemental. Baio afirma que Mack comenzó a reprenderle y maldecirle por apoyar a Trump y, en un punto, le atacó agarrándole bajo los brazos y luego agitándole y empujándole. Mack dijo que ella estaba meramente intentando demostrar a Baio cómo Trump abraza a las mujeres y niega ninguna agresión física intencionada.
El 26 de agosto de 2017, Baio re-twiteó un meme de Sandy Hook "truther", insinuando que la reciente muerte de Heather Heyer y el tiroteo de Sandy Hook eran engaños relacionados.

### Alegaciones de mala conducta sexual
El 29 de enero de 2018, resurgieron alegaciones de mala conducta sexuales hechas por Nicole Eggert. Ella hizo las alegaciones en el programa de radio Nik Richie en 2013, y luego las repitió en su cuenta de Twitter y en el programa del Dr. Oz. Afirmó que las relaciones inapropiadas comenzaron cuando ella tenía 14 años, y que cuando tuvo 17, tuvo un coito con él. Scott Baio ha negado las alegaciones y las llamó completas mentiras. Dijo que había tenido relaciones sexuales con ella solamente una vez, después de cumplir los 18, y proporcionó evidencia en la forma de las palabras de ella a Nik Richie (que sucedieron "mucho después de que el show" se terminase de grabar, en comparación con la fecha real de producción terminada, que fue 10 meses después de su 18.º cumpleaños). Él subió un vídeo de ella en el que demuestra que ella cambió su historia entre 2013 y 2018.

## Filmografía

### Cine
| Año  | Título                           | Papel             | Notas                                                  |
| ---- | -------------------------------- | ----------------- | ------------------------------------------------------ |
| 1976 | Bugsy Malone, nieto de Al Capone | Bugsy Malone      |                                                        |
| 1979 | Skatetown, U.S.A.                | Richie            |                                                        |
| 1980 | Foxes                            | Brad              |                                                        |
| 1982 | Zapped!                          | Barney Springboro |                                                        |
| 1987 | I Love N.Y.                      | Mario Cotone      |                                                        |
| 1998 | Detonator                        | Zack Ramses       |                                                        |
| 2000 | Very Mean Men                    | Paulie Minetti    | También productor asociado                             |
| 2001 | A Wedding for Bella              | Dominic           | Anteriormente titulado The Bread, My Sweet             |
| 2001 | Italian Ties                     | Richie            | También guionista; anteriormente titulado Face to Face |
| 2002 | Face Value                       | Barry Rengler     |                                                        |
| 2003 | Dumb Luck                        | Steve Hitchcock   |                                                        |
| 2004 | Superbabies: Baby Geniuses 2     | Stan Bobbins      |                                                        |
| 2005 | La maldición                     | Él mismo          |                                                        |

### Televisión
| Año     | Título                                     | Papel                           | Notas                                                                               |
| ------- | ------------------------------------------ | ------------------------------- | ----------------------------------------------------------------------------------- |
| 1977    | Blansky's Beauties                         | Anthony DeLuca                  | 13 episodios                                                                        |
| 1977–84 | Días felices                               | Chachi Arcola                   | 130 episodios                                                                       |
| 1977    | Vacaciones en el mar                       | Graham D. Pickrel II            | Episodio: "Ex Plus Y/Golden Agers/Graham and Kelly"                                 |
| 1978    | The Runaways                               | Tommy                           | Episodio: "No Prince for My Cinderella"                                             |
| 1978–79 | Who's Watching the Kids?                   | Frankie 'the Fox' Vitola        | 11 episodios                                                                        |
| 1979    | La isla de la fantasía                     | Rob 'Robbie' Collins            | Episodio: "Amusement Park/Rock Stars"                                               |
| 1980    | The Boy Who Drank Too Much                 | Buff Saunders                   | Telefilme                                                                           |
| 1980    | Goodtime Girls                             | Tommy                           | Episodio: "Growing Pains"                                                           |
| 1980    | Here's Boomer                              | Ronald                          | Episodio: "Overboard"                                                               |
| 1980    | ABC Afterschool Special                    | Jack Melon                      | Episodio: "Stoned"                                                                  |
| 1981    | Senior Trip                                | Roger Ellis                     | Telefilme                                                                           |
| 1982    | Kids in Motion                             | Narrador                        |                                                                                     |
| 1982    | Gemini                                     | Francis Geminiani               | Telefilme                                                                           |
| 1982–83 | Joanie Loves Chachi                        | Chachi Arcola                   | Protagonista (17 episodios)                                                         |
| 1983    | Hotel                                      | Nick Tomasino                   | Episodio: "Faith, Hope & Charity"                                                   |
| 1984    | CBS Schoolbreak Special                    | Buddy Elder                     | Episodio: "All the Kids Do It"                                                      |
| 1984–90 | Charles in Charge                          | Charles                         | Protagonista (126 episodios); también director, 36 episodios, guionista, 1 episodio |
| 1985    | Profesión Peligro                          | Merrick Thorson                 | Episodio: "Femme Fatale"                                                            |
| 1985    | Alicia en el país de las maravillas        | Pat el cerdo                    | Telefilme                                                                           |
| 1986    | The Truth About Alex                       | Brad Stevens                    | Telefilme                                                                           |
| 1988    | My Two Dads                                | Scott Cameo                     | Episodio: "She'll Get Over It"                                                      |
| 1988–89 | De otro mundo                              | Scott Gold / Príncipe Cornelius | 3 episodios; also director, 11 episodes                                             |
| 1989    | Padres forzosos                            | Pete Bianco                     | Episodio: "Dr. Dare Rides Again"                                                    |
| 1991    | Perry Mason: The Case of the Fatal Fashion | Asst. D.A. Peter Whelan         | Telefilme                                                                           |
| 1991–92 | Baby Talk                                  | James Halbrook                  | 23 episodios; también director, 1 episodio                                          |
| 1993    | Jack's Place                               | Woody B. King                   | Episodio: "The Hands of Time"                                                       |
| 1993–95 | Diagnóstico Asesinato                      | Dr. Jack Stewart                | 41 episodios                                                                        |
| 1995    | Mixed Blessings                            | Charlie Winwood                 | Telefilme                                                                           |
| 1996    | Can't Hurry Love                           | Matt                            | 2 episodios                                                                         |
| 1997    | Rewind                                     | Rob DiPaulo                     | Series no emitida, 2 episodios                                                      |
| 1998    | La niñera                                  | Dr. Frankie Cresitelli          | Episodio: "Rash to Judgment"                                                        |
| 2000    | Veronica's Closet                          | Kevin                           | 2 episodios                                                                         |
| 2000    | Bar Hopping                                | Damian                          | Telefilme                                                                           |
| 2001    | Tocados por un ángel                       | Frank McCovey                   | Episodio: "A Death in the Family"                                                   |
| 2005–13 | Arrested Development                       | Bob Loblaw                      | 5 episodios                                                                         |
| 2006    | Van Stone: Tour of Duty                    | Teniente Perry                  | Telefilme                                                                           |
| 2008    | Scott Baio Is 45...and Single              | Él mismo                        | Reality (8 episodios)                                                               |
| 2008    | Finish Line                                | Frank Chase                     | Telefilme                                                                           |
| 2009    | Confessions of a Teen Idol                 | Él mismo/presentador            | 8 episodios                                                                         |
| 2012–15 | See Dad Run                                | David Hobbs                     | 55 episodios; también productor ejecutivo, 45 episodios                             |
| 2014    | Sam & Cat                                  | Oficial Kelvin                  | Episodio: "#MagicATM"                                                               |
| 2014    | A Fairly Odd Summer                        | Foop                            | Movie                                                                               |

### Director
| Año     | Serie                        | Episodio(s)                         |
| ------- | ---------------------------- | ----------------------------------- |
| 1987–90 | Charles in Charge            | 36 episodios                        |
| 1989–91 | Out of This World            | 11 episodios                        |
| 1989    | The New Lassie               | "Dangerous Party"                   |
| 1992    | Baby Talk                    | "Warren Piece"                      |
| 1991    | The Family Man               | "A Tiny Advantage"                  |
| 1991    | Harry and the Hendersons     | "Halloween"                         |
| 1992    | Baby Talk                    | "Warren Piece"                      |
| 1993    | Shaky Ground                 | 3 episodios                         |
| 1995    | Kirk                         |                                     |
| 1996    | The Wayans Bros.             | 4 episodios                         |
| 1996–97 | The Jamie Foxx Show          | 5 episodios                         |
| 1997    | Nick Freno: Licensed Teacher | "Pain in the Schneck"               |
| 1998    | Guys Like Us                 |                                     |
| 1998    | Malcolm & Eddie              | "Silenced Partner"                  |
| 1998    | Infelices para siempre       | "I Know What You Did in the Closet" |
| 1998    | The Parkers                  | "Three's a Shag"                    |